# Esmòquing

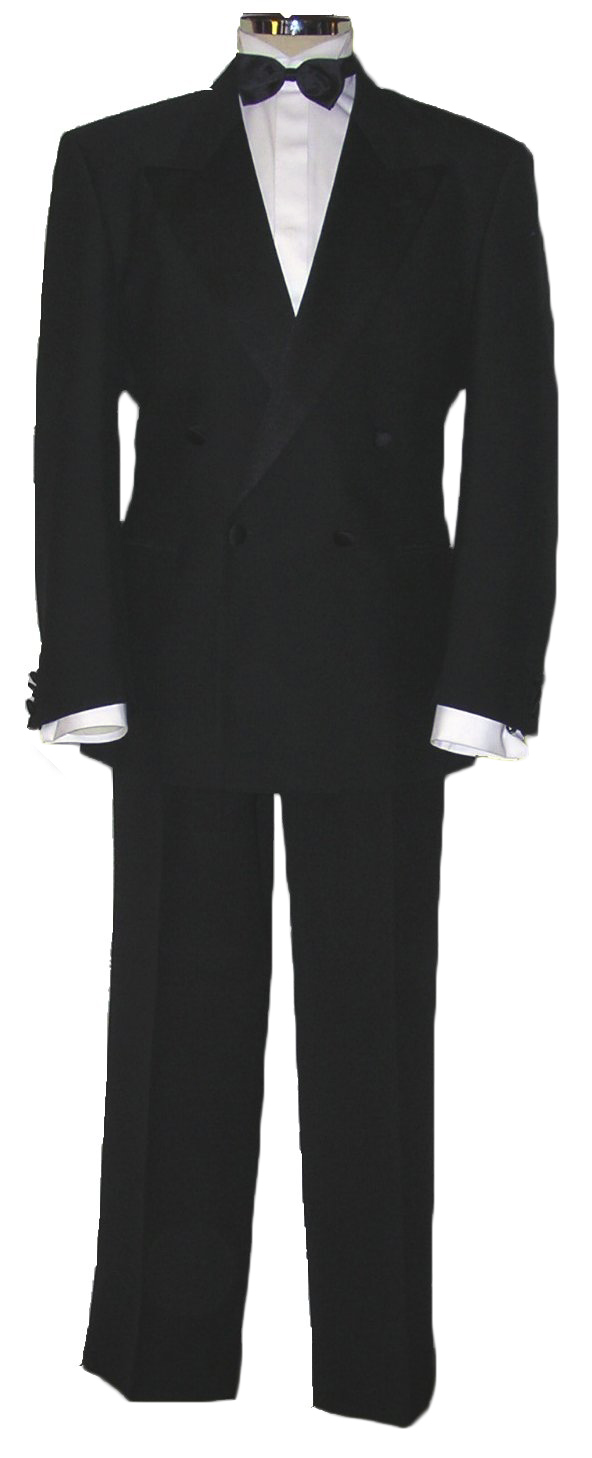
Detall de l'esmòquing, amb la solapa de seda

Un esmòquing o vestit de vetllada és un tipus de jaqueta, en principi masculina, de color fosc, generalment negra, i que té solapa i mànigues de seda. Pot ser recta o creuada. Es considera indumentària de cerimònia i de fet el concepte esmòquing es refereix també al codi vestimentari masculí consistent en aquesta jaqueta, llacet (o de vegades corbata, negra o fosca), camisa, generalment blanca, i pantalons negres, habitualment amb un rivet també de seda. És molt habitual també una armilla o una faixa de seda. Al segle XX també el poden portar les dones, sense llacet.
Pel que fa a l'etiqueta, en teoria és equivalent al vestit de còctel femení (curt), i menys formal que el jaqué i que el frac, que exigeixen un vestit llarg o de gala a les dones.
Als Països Catalans no s'usa tant com a d'altres. Nogensmenys, és conegut principalment gràcies al cinema, ja que és el que porten els homes presents a la cerimònia de lliurament dels Oscar, als Estats Units, per exemple, o el que sol portar James Bond. També existeix una pel·lícula de Jackie Chan estrenada en 2002 i titulada precisament així: L'esmòquing (en anglès, The Tuxedo).

## Etimologia

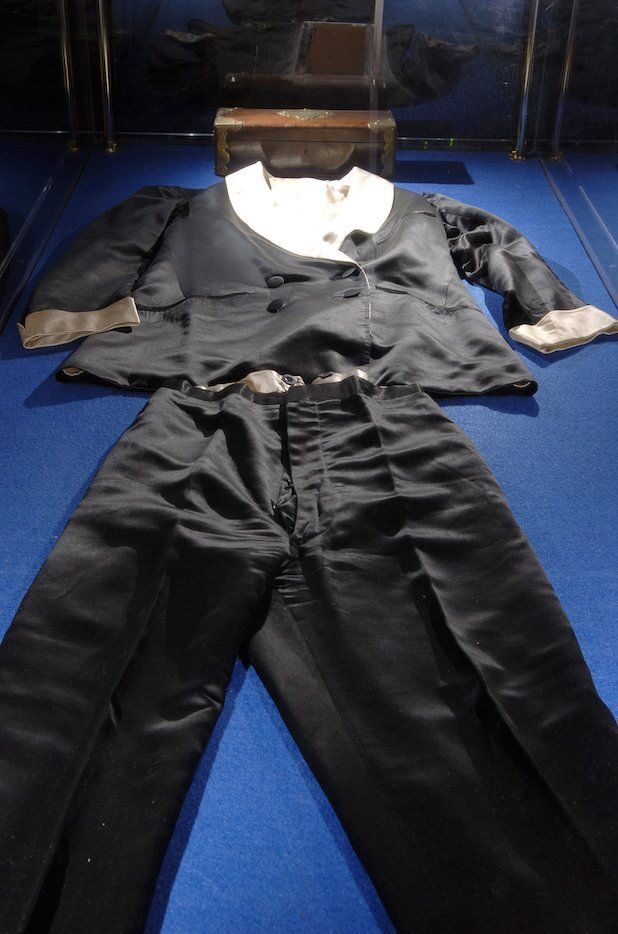
Esmoquing de seda fet a París l'any 1912 per a Don Victor Penasco y Castellana de Madrid

El mot esmòquing és una mena de fals anglicisme o pseudoanglicisme amb tota probabilitat creat en la llengua francesa: el franglais smoking és de fet l'abreujament de l'anglè smoking jacket, una sort de jaqueta. El mot smoking no existeix a l'anglès amb el significat de l'esmòquing català i el smoking del francès, búlgar, txec, danès, holandès, alemany, grec, hongarès, italià, polonès, portuguès, rus, espanyol, suec, turc i altres idiomes europeus. Els britànics utilitzen dinner jacket i els americans tuxedo (o la seva abreviació tux). L'adaptació de la grafia smoking al català (esmòquing) ha estat relativament recent.